# Pablo Torres
Pablo Torres Arias (* 10. November 2005 in Madrid) ist ein spanischer Radrennfahrer, der auf der Straße aktiv ist.

## Sportlicher Werdegang
Als Junior trat Torres international wenig in Erscheinung, jedoch gelangen ihm auf nationaler Ebene mehrere Siege bei verschiedenen Eintages- und Etappenrennen. Zur Saison 2024 wurde er Mitglied in der Nachwuchsmannschaft UAE Team Emirates Gen Z. Bis dahin ohne nennenswerte Ergebnisse, wurde er beim Giro Next Gen, einem der wichtigsten Rennen in der U23, überraschend hinter dem Belgier Jarno Widar Zweiter der Gesamtwertung. Einen Monat später feierte er bei einer Bergankunft des Giro della Valle d’Aosta – Mont Blanc seinen ersten Sieg bei einem internationalen Rennen. Bei der Tour de l’Avenir übernahm er mit dem Sieg auf der 4. Etappe die Führung in der Gesamtwertung, ehe er tagsdrauf fast fünf Minuten einbüßte. Am abschließenden Etappentag gewann er die Bergankunft auf dem Colle delle Finestre, wobei er den Schotterpass in einer neuen Rekordzeit von einer Stunde und 45 Sekunden absolvierte und sich mit einem Vorsprung von mehr als dreieinhalb Minuten vor Joseph Blackmore durchsetzte. Letztendlich fehlten ihm in der Gesamtwertung jedoch zwölf Sekunden auf den siegreichen Briten. Beim Giro della Regione Friuli Venezia Giulia blieb er ohne Tagessieg, beendete die Rundfahrt jedoch hinter Jørgen Nordhagen und Giulio Pellizzari auf dem dritten Gesamtrang.
Zur Saison 2025 wurde Torres in das UCI WorldTeam vom UAE Team Emirates übernommen. Er unterschrieb dabei im Alter von 18 Jahren einen Vertrag der bis ins Jahr 2030 gültig ist. Sein Saison-Debüt in der UCI WorldTour gab er bei der Tour Down Under, ehe er im April als bester Nachwuchsfahrer den dritten Gesamtrang beim Giro d’Abruzzo belegte. 

## Erfolge
2024
- eine Etappe Giro della Valle d’Aosta – Mont Blanc
- zwei Etappen und Nachwuchswertung Tour de l’Avenir

2025
- Nachwuchswertung Giro d’Abruzzo